# 2MASS 0036+1821
2MASS 0036+1821 är en ensam stjärna i den mellersta delen av stjärnbilden Fiskarna. Den har en skenbar magnitud av ca 11,06 och kräver ett teleskop för att kunna observeras. Baserat på parallax enligt Gaia Data Release 2 på ca 114,4 mas, beräknas den befinna sig på ett avstånd på ca 28,5 ljusår (ca 8,7 parsek) från solen. Den rör sig bort från solen med en heliocentrisk radialhastighet på ca 19 km/s. Kinematiskt tillhör stjärnan inte någon känd rörelsegrupp förenad med andra "fältstjärnor".

## Egenskaper
2MASS 0036+1821 är en brun dvärgstjärna av spektralklass L3.5 C. Den har en radie som är ungefär lika med en solradie och en effektiv temperatur av ca 1 300 till 2 000.
Som andra bruna dvärgar av spektraltyp L domineras dess spektrum av metallhydrider och alkalimetaller. Dess position förskjuts på grund av dess egenrörelse med 0,9071 bågsekunder per år.
Ytan på 2MASS 0036+1821 är helt täckt av moln, även om molntäcket verkar vara tunt (mindre än tio optiska djup). På grund av ovanligt snabb rotation har den ett starkt magnetfält över 1 000 G på fotosfärnivå och är välkänd för dess radiostrålning.